# Hololeptoblatta pandanicola
Hololeptoblatta pandanicola är en kackerlacksart som beskrevs av Bolívar 1924. Hololeptoblatta pandanicola ingår i släktet Hololeptoblatta och familjen småkackerlackor. IUCN kategoriserar arten globalt som akut hotad.
Artens utbredningsområde är Seychellerna. Inga underarter finns listade i Catalogue of Life.